# 妖蛆の秘密
妖蛆の秘密（ようしゅのひみつ、ようそのひみつ、英：Mysteries of the Worm、羅：De Vermis Mysteriis）は、クトゥルフ神話作品に登場する架空の書籍。

## 概要
ロバート・ブロックが創造した魔道書。初出は、『ウィアード・テイルズ』1935年5月号掲載の『納骨所の秘密』。
本アイテムを有名にした作品は、同年9月号掲載の『The Shambler from the Stars』（邦題が複数あり、そのうちの一つが意訳で『妖蛆の秘密』とされ、書物と同名になっている）。当作品はロバート・ブロックと、クトゥルフ神話の創生者であるハワード・フィリップス・ラヴクラフトとの交流から生まれた。
ラヴクラフトの「ネクロノミコン」に相当する、ブロックが創造した魔導書。主に創造者であるブロックの作品に登場し、加えて他作家の作品でも使用される。

### 邦訳名
「妖蛆の秘密」という邦訳は荒俣宏によるもの。当初は読み方は特になかった。捻らずに音読みでは「ようそ」である。
しかし「ようしゅのひみつ」と読むのが通例となっている。大瀧啓裕が1982年に青心社単行本『クトゥルー3』「暗黒の儀式第一章・ビリントンの森」にて、「ようしゅのひみつ」とルビを振り、以降の創元推理文庫の『ラヴクラフト全集』や青心社の『クトゥルー』にて広まる。読みの由来は、先行で翻訳されていたスミスの『白蛆の襲来』（びゃくしゅのしゅうらい）からの影響が指摘されている。

## 内容・来歴

### 基本設定
著者はルートヴィヒ・プリン（Ludwig Prinn、ルドウィク等の表記もある）。原題はラテン語の『デ・ウェルミス・ミステリイス』（De Vermis Mysteriis）。
著者のプリンはフランドル出身の錬金術師、降霊術師、魔術師で、第九回十字軍の唯一の生き残りを自称していた。十字軍参加時に、捕虜として拘留されていたシリアで魔術を学び、異端審問によりブリュッセルで焚刑に処せられる直前に、獄中で本書を執筆した。
プリンの死の翌年、1542年にケルンで出版された初版本は、鉄製の表紙をした黒く分厚い本。出版直後に教会から出版禁止処分を受け、後に内容を大幅に減らした検閲済削除版が出版される。市場に出回ったのは無害な検閲済版であり、危険な初版本は入手難となった。
特に、「サラセン人の儀式」という章にて古代エジプトの（異端的）信仰が詳しく解説されており、創造者ブロックのエジプト作品にて頻出する。『The Shambler from the Stars』では表題の生物＝星の精の召喚方法が書かれていた。
エジプトの神や蛇神（Worm＝蛆/爬虫類）にも詳しい。例：父なるイグ（蛇神）、暗きハン（蛇神）、蛇の髪持つバイアティス。エジプト神話でよく知られている鰐神セベク、猫神ブバスティス（エジプト神話のバステト）、アヌビスなどについても描かれるが、異端の邪神としての側面が大きい。エジプト史から抹消されたナイアーラトテップ信仰や暗黒のファラオたるネフレン＝カ王についても書かれている。
ラヴクラフトはメインには使用していないが2度自作に登場させており、ミスカトニック大学付属図書館に1冊と、＜星の智慧派＞教会跡地に1冊あると設定している。またヘンリー・カットナーも使用した。

### 派生設定
ブライアン・ラムレイ著『妖蛆の王』によると、1820年にチャールズ・レゲットによる英語版が刊行されたが、これは初版本を翻訳したものだという。またラムレイ作品ではアザトース召喚の方法が記されているとされ、意味を読み解くと、核爆発の起こし方であるという。大英博物館には3つの版（ラテン語版、古ドイツ語版、僧Xなる人物による一部英訳）が収蔵され、また魔術師ジュリアン・カーステアズはレゲットの英語版を所有する。
スティーブン・キングの短編『呪われた村』において、物語のキーアイテムとして登場する。この本はラテン語とルーン文字の混成版。また『心霊電流』においては、カトリック教会指定の6禁書のうち2冊「ピカトリクスのグリモワール」「妖蛆の秘密」を参考に、ラヴクラフトは架空のネクロノミコンを創作したと噂されている。「妖蛆の秘密」が書かれた時代や、著者プリンの生涯も従来説と異なる。

## 登場作品
- ロバート・ブロック：星から訪れたもの（異訳題：妖蛆の秘密）、ほか頻出

- ハワード・フィリップス・ラヴクラフト：時間からの影（1936）、闇をさまようもの（1937）
- ヘンリー・カットナー：狩りたてるもの（1939）、侵入者（1939）
- ラムジー・キャンベル：城の部屋（1964）
- スティーブン・キング：呪われた村（執筆1967）、心霊電流（2014）
- ブライアン・ラムレイ：地を穿つ魔（1975）、妖蛆の王（1983）
- 朝松健：ギガントマキア1945（1998）
- 松殿理央：蛇蜜（2002）
- ヨン・アイヴィデ・リンドクヴィスト：キーパー・コンパニオン（2017）